# Fluellita
La fluellita o fluelita es un mineral de la clase de los minerales fosfatos. Fue descubierta en 1824 en una mina de Stenna-Gwyn en Cornualles (Inglaterra), siendo nombrada así del francés fluate alumine, por su composición. Sinónimos poco usados son: kreuzbergita o pleysteinita.

## Características químicas
William Hyde Wollaston determinó su composición química, es un fosfato hidroxilado e hidratado de aluminio, con aniones adicionales de fluoruro, que cristaliza en el sistema ortorrómbico. Suele presentarse como cristales sencillos, generalmente incoloros o de color blanco.

## Formación y yacimientos
Se encuentra como un mineral secundario raro, formado por la alteración de fosfatos anteriores en algunas pegmatitas complejas de tipo granítico.
Suele encontrarse asociado a otros fosfatos, especialmente a metavariscita fluorapatita, wavellita, crandallita y  variscita. Es un mineral poco frecuente, del que se conocen algunas decenas de yacimientos en el mundo. En Argentina se encuentra en la mina  El Criollo, Cerro Blanco, Tanti,  Departamento do Punilla, Córdoba, En España se ha encontrado en las pizarras negras de la cantera de magnesita Azcárate, en Eugui, Esteribar (Navarra). Está asociada a minyulita y a metavariscita. En algunos casos, los cristales de fluellita de esta localidad son de color violeta y contienen algo de vanadio. También aparece pseudomorfizada total o parcialmente a crandallita